# Neolamprologus longior
Espèce
Statut de conservation UICN

 LC  : Préoccupation mineure
Neolamprologus longior  est une espèce de poissons d'eau douce de la famille des Cichlidae.

## Répartition
Neolamprologus longior est endémique de république démocratique du Congo où il ne se rencontre que sur les rives des parties nord et centre du lac Tanganyika.

## Habitat naturel
L'eau du lac Tanganyika est stable et alcaline, avec un pH se situant entre 8 et 9. L'eau contient également des sels dissous.

## Description
Neolamprologus longior  peut mesurer jusqu'à 90 mm de longueur totale. Sa teinte générale est jaunâtre, mais selon l'endroit où il évolue des variations sont observables (par exemple, la couleur du substrat ou la présence de pierres de lave). À ne pas confondre avec un autre cichlidé d'apparence semblable, Neolamprologus leleupi Poll, 1956, lui aussi endémique au lac Tanganyika.

## Aquariophilie
Cette espèce est sensible aux nitrites et nitrates, dont les valeurs doivent être proches de zéro, pour de meilleures chances de succès. Il peut tolérer l'eau du robinet, si elle est d'abord traitée pour éliminer la présence de chlore, mais l'exposition à cette eau traitée devrait être graduelle. Ce cichlidé peut se reproduire en captivité. Puisqu'il est monogame, un couple doit d'abord être formé, souvent à partir d'un groupe de juvéniles (six et plus). La température idéale pour la reproduction est de 25 °C. Il pond sur substrat caché, un certain nombre d'œufs, qu'il appose sur la paroi d'une cavité rocheuse ou la voûte d'une grotte. Les parents démontrent un comportement de protection envers les alevins. Pour le bac, prévoir une façade d'au moins 80 cm pour un minimum de 130 L pour un groupe de jeunes et/ou un couple adulte. Le décor sera composé de caches, de roches formant un abri, ainsi qu'un substrat dans lequel ce cichlidé pourra fouiller. Ces cichlidés cohabitent mieux dans des volumes offrant de la place a chacun et en spécifique Cichlidae du lac Tanganyika Puisqu'il est omnivore, il acceptera la plupart des nourritures commerciales, les préparations de crevettes ou de la nourriture vivante mais jamais de vers rouges pour les Cichlidae du lac Tanganyika.
| Origine         | Afrique           | Eau           | Eau douce      |
| Dureté de l'eau | 10-20 °GH         | pH            | 8,0-9,0        |
| Température     | Entre 23 et 26 °C | Volume mini.  | 130 L          |
| Alimentation    | Omnivore          | Taille adulte | Environ 10 cm  |
| Reproduction    | Ovipare           | Zone occupée  | Milieu et fond |
| Sociabilité     | Interespèce       | Difficulté    | Moyenne        |

## Systématique
Le nom valide complet (avec auteur) de ce taxon est Neolamprologus longior (Staeck (d), 1980).
L'espèce a été initialement classée dans le genre Lamprologus comme sous-espèce de Lamprologus leleupi sous le protonyme Lamprologus leleupi longior Staeck, 1980.
Neolamprologus longior a pour synonymes :
- Lamprologus leleupi longior Staeck, 1980
- Neolamprologus leleupi longior (Staeck, 1980)

### Étymologie
Son épithète spécifique, du latin longior, « allongé », fait référence au corps plus élancé que présente cette espèce par rapport à Lamprologus leleupi dont l'auteur pensait qu'il s'agissait d'une sous-espèce.

### Publication originale
- (de + en) Wolfgang Staeck, « Ein neuer Cichlide vom Ostufer des Tanganjikasees: Lamprologus leleupi longior n. ssp. (Pisces, Cichlidae) », Revue de Zoologie Africaine, Belgique, vol. 94, no 1,‎ 31 mars 1980, p. 11-14 (ISSN 0251-074X).